# ノーストリリア (小説)
『ノーストリリア』（原題:Norstrilia）は、コードウェイナー・スミスによる長編小説。1975年発表。「人類補完機構」シリーズの1編である。
日本のSFファンによる星雲賞の1988年（第19回）海外長編賞受賞作品。

## 概要
作者唯一の長編小説。1960年に執筆され、1964年に抜粋の形で雑誌に掲載。その後『惑星買収者』（1964年）と『下級民』（1968年）の二冊に分冊され加筆修正されたものが出版されたことがあった。1975年に元来の原稿をもとにしたものが出版された。
2019年に池澤春菜は本作を「平成最後に読むべき本」の1冊に挙げると共に「地球を丸ごと買った少年と魅力的な猫と人両方の特性を持ったヒロインのSF小説」と紹介している。

## あらすじ
冒頭の一文に「1人の少年が地球を買い取って、地球で冒険を重ね、欲しいものを手に入れ、自分の星へ帰りました」とあらすじが紹介されている。
約1万5千年後の未来、不老不死の薬・ストルーンの産地として知られる辺境の惑星ノーストリリアで一番の資産を持つ「没落農場」の地主の倅で相続人のロッド・マクバン少年（ロッド・マクバン151世、正式にはロデリック・フレドリック・ロナルド・アーノルド・ウィリアム・マッカーサー・マクバン）は他の多くの市民のようにテレパシーを使うことができず、不具者の烙印を押されかけていた。ノーストリリアには、未成年者が16歳になった時に受ける審門で不具者と認定された場合、安楽死させられる制度があった。ロッドは審門で、自分のテレパシーは標準とは異なるが、他者に強い不快感を与える効果を有しており、ノーストリリアを外部の侵攻から守る上での武器として使えると主張して無事審門を通過し、正式な市民として認められた。
安堵したのもつかの間、有力地主のビーズリーがロッドに、政府職員のオンセックという男がロッドをつけ狙っており、執拗な法的あるいは物理的攻撃が予想されるので、ロッドはしばらくこの惑星を離れた方が良いと忠告する。ロッドは地球に行く希望を抱くが、様々の法的・制度的障害を乗り越える方法がわからず、祖先が入手して放置していた旧式の純機械式コンピューターに解決方法を尋ねる。旧式コンピューターの導き出した答えは、ノーストリリアを一時的に破産させて地球を買い取り、地球の人間からロッドの欲するものを手に入れることだった。ロッドは全財産を先物取引につぎ込み、それで得た利益を元手に地球そのものを購入することに成功した。人類そのものを支配する組織である補完機構との取引で、ロッドは故郷を逃れ地球へ向かうが、そこには彼の資産を狙う者たちと、彼が来ることを待ち望んでいた虐げられし下級民たちが待っていた。

## 用語
ノーストリリア
正式名称は「オールド・ノース・オーストラリア（Old North Australia）」。「人類補完機構」シリーズの宇宙で最も裕福な惑星である。2000万%の贅沢税が課せられる。名目的には1万5千年前に滅びた地球の英連邦に属している。人口を抑え、社会の強健さを保つために、住民には厳しい優生学的な選別が課され、16歳に達する時の審門で政府の標準に達しない者は、薬物により、笑いながらの安楽死を迎える。
ストルーン（stroon）
サンタクララ薬を精製し結晶化させたもの。人類に不老不死をもたらす。服用する限り不老不死が保たれるが、奇妙な副作用があるため、ノーストリリア人自身は1000年程度服用の後、死を選ぶ。
サンタクララ薬は、ノーストリリアで飼育されている病気にかかって自重数千トンに巨大化した羊の体内に棲むウィルスから精製されるが、その材料と製法は極秘となっている。
下級民
動物に人間の姿と知能を与えた存在。市民権は与えられていない。
名前の先頭文字が元になった動物を表す。例えばク・メル（C'Mell）は猫（cat）である。

## 日本語訳
- 『ノーストリリア』(浅倉久志訳、ハヤカワ文庫、1987.3)

作中で惑星ノーストリリアを紹介する文章は歌のリズムの乗せたように表現されており、大森望は翻訳の名文として自著で紹介している。また、日本語へ翻訳されたSF小説の中でコードウェイナー・スミス作品が「神話的な輝き」を持つのは浅倉による名訳によるものとしている。